# Tatort: Tödliche Tarnung
Tödliche Tarnung ist ein Fernsehfilm aus der Krimireihe Tatort. Der Beitrag wurde von Maran Film im Auftrag des Südwestrundfunk produziert und am 1. März 2009 im Ersten zum ersten Mal gesendet. Es ist die 724. Folge der Reihe und der 3. Fall des Stuttgarter Ermittlerteams Lannert und Bootz. Sie haben einen Mord aufzuklären, der recht eindeutig das Werk eines langgesuchten Waffenhändlers ist. Dabei wird auch das Geheimnis von Kommissar Lannert aus dessen Vergangenheit gelüftet.

## Handlung
Lannert und Bootz werden zu einem Leichenfund am Flugplatz gerufen. Auffallend sind die Einschusslöcher in Rücken und zusätzlich in der Hand des Opfers. Lannert erinnert das sofort an einen Fall aus seiner Zeit als verdeckter Ermittler. Bei dem Toten handelt es sich um Uwe Scheer, Zöllner am Stuttgarter Flughafen. Die Ermittler sehen sich in seiner Wohnung um und es ist offensichtlich, dass er seinen Lebensstil nicht allein von seinem Gehalt finanziert haben kann. Aufgrund seiner Tagebucheinträge treffen sie auf seine diversen Freundinnen, von denen aber keine wirklich an ihm interessiert war, sondern nur an seiner großzügigen Art Geld für sie auszugeben.
Lannert und Bootz informieren sich bei den Arbeitskollegen von Uwe Scheer. Dort war er sehr beliebt und Auffälligkeiten waren nicht bekannt. Bei Zollkontrollen waren auch immer zwei Kollegen eingeteilt. Die Ermittler lassen sich die Dienstpläne zeigen und stoßen auf zwei verdächtige Hilfslieferungen nach Usbekistan. Umgehend kontaktieren sie die Verantwortliche Iris Westermann, die ehrenamtlich für die Hilfsorganisation arbeitet. Der Vorwurf, sie könnte Scheer bestochen haben, um sich zu bereichern und zu schmuggeln, trifft sie hart. Lannert fragt unvermittelt nach einem Victor de Man, woraufhin Westermann erklärt, dass er einer ihrer großzügigsten Spender sei und sich zurzeit auch in einem Hotel in Stuttgart aufhalte. Bootz ist überrascht und bittet Lannert ihn aufzuklären. Auf dem Weg zum Hotel informiert er seinen Kollegen darüber, dass der Waffenhändler Victor de Man der Grund dafür ist, dass er von Hamburg nach Stuttgart gekommen ist. Nachdem er als verdeckter Ermittler dabei war das Netzwerk von de Man zu zerschlagen, musste er aufgeben, als er entlarvt wurde. Als sie sich zu de Man an den Tisch setzen ist dieser überrascht. Er kennt Lannert nur unter seinem Decknamen „Chris Gabriel“, und diesen hatte er einmal sehr geschätzt. Lannert spricht ihn auf Uwe Scheer an, den er jedoch leugnet zu kennen.
Lannert informiert die Staatsanwältin, dass er davon überzeugt ist, dass de Man hinter dem Mord an Uwe Scheer steckt. Er kenne de Man seit 4 Jahren als Waffenhändler und weiß, dass er für seine Waffenlieferungen ins Ausland stets Spendenlieferungen von Hilfsorganisationen nutzt und gezielt Zöllner besticht, damit sie diese Sendungen nicht zufällig kontrollieren. Der Einschuss in Scheers Hand sei ein untrügerisches Zeichen für de Mans Organisation. Daraufhin wird de Mans Stuttgarter Exportfirma von der Staatsanwaltschaft durchsucht. Man findet zwar Waffen, aber die sind nicht für das Ausland bestimmt, sondern für deutsche Abnehmer, wozu er die Erlaubnis besitzt.
Nach Dienstschluss sitzen Lannert und Bootz noch gemeinsam auf ein Bier zusammen. Beim Anblick von Familienfotos in Lannerts Wohnung kann Bootz ihn dazu bewegen, über die dramatischen Ereignisse um seine Frau und Tochter Lilli zu berichten: So saß er mit de Man zusammen in einem Restaurant in Hamburg, während seine Tochter Lilli zufällig auf einem Spielplatz auf der anderen Seite der Straße spielte und ihren Vater erkannte. Da er auf ihre Rufe nicht reagierte, lief Lilli über die Straße, ihre Mutter wollte sie zurückhalten, und so wurden beide von einem LKW erfasst und getötet. Damit war seine Tarnung dahin, und de Man wollte sich auf seine Art von „Chris Gabriel“ verabschieden. Er ließ auf ihn schießen, was er aber durch einen Glücksfall überlebte. Nachdem Bootz verspricht, niemandem weiter davon zu erzählen, verlässt er Lannerts Wohnung, vergisst jedoch sein Handy. So kehrt er noch einmal um und kommt gerade richtig, als de Mans Killer Jens Reiser dabei ist, sein Werk dieses Mal zu vollenden. Es gelingt Lannert, Reiser zu erschießen. So ist jener davon überzeugt, dass sie de Man dicht auf den Fersen sind, wenn er zu solchen Mitteln greift.
Mittlerweile hat de Man es geschafft, seine nächste Waffenlieferung für Usbekistan am Zoll vorbei bis in das entsprechende Frachtflugzeug zu transportieren. Lannert, Bootz und Staatsanwältin Alvarez begeben sich zum Flughafen. Während sie die Starterlaubnis unterbinden, sucht Bootz Scheers Kollegin Babette Kerner auf und erklärt ihr, dass Scheers Ermordung eine Warnung darstellte, die an sie gerichtet sein dürfte. Da sie die Dienstpläne so manipuliert hat, damit nicht auffiel, dass sie mit Scheer immer gemeinsam Dienst hatte, und die entsprechenden Lieferungen unkontrolliert verladen wurden.
Bei der Untersuchung der aktuellen Lieferung nach Usbekistan ist der Zoll entsprechend erfolgreich und kann die Kisten beschlagnahmen, die ausnahmslos illegale Waffen beinhalten. Victor de Man wird noch in seinem Hotel festgenommen, und Lannert erklärt ihm, dass Babette Kerner gegen ihn aussagen wird.
In einer Nebengeschichte machen sich Lannerts Arbeitskollegen über eine Geburtstagsüberraschung für ihn Gedanken. Heimlich organisieren sie eine Party und ein Geburtstagsgeschenk. Da er aus Hamburg kommt, haben sie ihm ein kleines Ruderboot restauriert. Seine Begeisterung darüber hält sich jedoch in Grenzen. Mit Bootz spricht er allein bei einem Bier, und sein Kollege kann ihn dazu veranlassen, ein Stück seines alten Lebens wegzuwerfen, um ein neues zu beginnen, indem der die Kugel, die ihn in Hamburg getroffen hatte und die er immer noch aufgehoben hat, ins Wasser wirft.

## Hintergrund
Die Dreharbeiten fanden unter dem Arbeitstitel Offene Rechnung in Stuttgart und Umgebung statt.

## Rezeption

### Einschaltquoten
Die Erstausstrahlung von Tödliche Tarnung am 1. März 2009 wurde in Deutschland von 7,88 Millionen Zuschauern gesehen und erreichte einen Marktanteil von 21,30 Prozent für Das Erste. Beim Tatortblog erreicht die Episode Platz 51 von 911 möglichen.

### Kritiken
Bei Stern.de bewertet Kathrin Buchner besonders die Arbeit des Drehbuchautors Holger Karsten Schmidt, der „geschickt […] die Vergangenheit mit dem aktuellen Mordfall“ verknüpft und so „über drei Folgen […] die Entwicklung von Kommissar Lannert durchkomponiert“ hat. „Ein Langzeit-Konzept als Rezept für die kontinuierlich hohen Einschaltquoten des traditionsreichen Sonntagabendkrimis in den vergangenen Monaten. […] Spannende Fälle plus kontinuierliche Weiterentwicklung der Charaktere der Protagonisten. Die Erfolgsformel heißt Krimis und Küsse - bahnt sich da eine emotionale Liaison mit der Sahneschnittchen-Staatsanwältin an oder geht's doch weiter mit der studentischen Nachbarin? Zu diesen privaten Verwicklungen gibt es Themen mit Zeitgeist und politisch-gesellschaftlicher Relevanz. Ein Konzept, das funktioniert und Spaß macht.“
Tilmann P. Gangloff lobt bei tittelbach.tv diesen „klassische[n] Polizeifilm“ mit dem „klug entwickelten Drehbuch“, denn „der eigentliche Fall von ‚Tödliche Tarnung‘, der die ganze Sache ins Rollen bringt […] [wird gelöst, obwohl] es beinahe unmöglich scheint, den hochintelligenten und aalglatten Waffenhändler zu überführen. Dass es auf dem Revier zwischendurch kräftig menschelt, wirkt zunächst deplatziert, ist aber unvermeidliche Hinführung zur großen Schluss-Geste, die für Lannert und Bootz der Beginn einer wundervollen Freundschaft sein könnte.“
Josef Seitz bei Focus-online bewertet Tödliche Tarnung mit den Worten: „Ein cooler „Tatort“ aus Stuttgart gönnt sich viel Emotion. Und er beweist: Den Herren Kommissaren steht eine Prise Privatleben eben doch gut.“
Etwas verhaltene Kritik gibt es von Anna Sita Zinn bei Moviepilot.de. Sie beurteilt diese Episode zwar als nicht schlecht, aber auch für nicht sehr „konsequent“, weil sich ihrer Meinung nach „im Laufe des Films eine unausgewogene Balance zwischen altbacken und modern [entwickele] […] wobei sich der Regisseur anscheinend für keine Seite entscheiden konnte.“ Der Fokus lag „eher in der Charakterisierung des Ermittlers Lannert […] als im Kriminalfall an sich. […] Ganze Szenen, wie das Autorennen mit den Halbstarken oder der Rückblick auf Lannerts Verlust seiner Frau und Tochter im Sepia-Look, wirkten gar völlig deplatziert. […] Auch wenn die Gegenüberstellung von Lannert und Viktor de Man sicherlich ihre Reize hatte – unter dem Strich mangelte es dem Tatort: Tödliche Tarnung an Rasanz.“
Bei Moviesection.de dagegen vergibt Thomas Ays alle fünf möglichen Sterne und urteilt: „Was für ein ‚Tatort‘! […] Genauso stellt man sich Sonntagabend-Unterhaltung vor. Nicht nur, dass die Ermittlungen der beiden ungleichen Kommissare gefallen, der Fall ist es, der mitreißt und betroffen macht. […] Richy Müller ist herausragend gut in seiner Rolle des Thorsten Lannert. Auch Felix Klare als sein Kollege Sebastian Bootz macht eine glaubhafte Figur. Der Star dieses Films ist jedoch Filip Peeters als Waffenhändler Viktor de Man. Dieser Schauspieler agiert mit einer stoischen Ruhe, vor der man sich wahrhaft fürchtet. […] Drehbuchautor Holger Karsten Schmidt […] liefert Helden und Antihelden ab, die aus ‚Tödliche Tarnung‘ einen herausragend guten, packenden und spannenden schwäbischen ‚Tatort‘ werden lassen. Großartig!“
Die Kritiker der Fernsehzeitschrift TV Spielfilm meinen, „Richy Müller spielt seinen Part mit Bravour [und] die melodramatischen Seiten des ‚Tatorts‘ schultert er fast im Alleingang. Nur schade, dass der Fall an den Haaren herbeigezogen wirkt.“ Sie hätten sich „ein Qantum mehr Spannung erhofft“.